# أبرشية صور للروم الملكيين الكاثوليك
أبرشية صور للروم الملكيين الكاثوليك  هي أبرشية لكنيسة الروم الملكيين الكاثوليك، في عام 2009 كان هناك 3100 تعميد. وهي محكومة حاليًا بواسطة ميشال أبرص.
تقع أبرشية بصور في أقصى لبنان الجنوبي، وتبلغ ساحتها حوالي 1500 كيلو متر مربع، وتضم أقضية صور وبنت جبيل، يحدها من الغرب البحر المتوسط، ومن الشرق خراج قضائي مرجعيون والنبطية، ومن الشمال صيدا، ومن الجنوب «الأرض المحتلة».

## الإقليم والإحصاءات
تشمل الأبرشية الجزء الجنوبي الغربي من لبنان، وتقابل تقريبًا قضاء صور، مقعدها الأثري هو مدينة صور، حيث تقع كاتدرائية القديس توماس.

## التاريخ
الأصل التاريخي للأبرشية يعود إلى العهد الجديد، حيث ذكرت كنيسة صور في كتاب أعمال الرسل في الرحلة التبشيرية لبولس الرسول «من ميليتوس حول قيصرية إلى القدس» (أعمال 21.3 إلى 7 eu).
كانت صور مدينة حضرية قديمة في الإمبراطورية الرومانية والبيزنطية، وخلال الحروب الصليبية أقيمت أبرشية من الطقوس اللاتينية، وبنيت الكنيسة الكاثوليكية الرومانية في حوالي عام 1124 في أبرشية صور، وتشمل المنطقة مدينة ومنطقة صور.

## رؤساء أساقفة الأبرشية
- Euthymios Michael Saifi (1683 - 27 نوفمبر 1723)
- اغناطيوس البيروتي (1724 - 1752)
- أندريه فاخوري (1752 - 1764)
- بارثينوس نعامه (1766 - 1805)
- باسل عطالله (1806 - 1809)
- سيريل خباز (31 يوليو 1810 - 1819 أو 1826)
- باسل زكار (1827 - 1834)
- اغناطيوس كاروث (1837 - 1854)
- أثناسيوس الصباغ (1855 - 1866)
- أثناسيوس خوام (14 أبريل 1867 - 1886)
- Euthymius Zulhof، BS (13 يونيو 1886 - 28 نوفمبر 1913)
- شاغر (1913-1919)
- أمين رزق الله صائغ (30 أغسطس 1919 أسقفًا مُرسَمًا - 30 أغسطس 1933 عين رئيسًا لبيروت وجبيل)
- Agapios Salomon Naoum، BS (3 November 1933 - 15 October 1965 سحب)
- جورج حداد (30 يوليو 1965 - 31 ديسمبر 1985)
- شاغر (1985-1988)
- جان أسعد حداد (26 أكتوبر 1988 - 20 يونيو 2005)
- جورج باكوني (20 أكتوبر 2005 - 21 يونيو 2014)
- مايكل أبراس (من 21 يونيو 2014)
- ايلي بشارة حداد (من 31 كانون الثاني 2021)
- جورج اسكندر ( من 20 آب 2022 وحتى تاريخه)

## روابط خارجية
- http://www.catholic-hierarchy.org/diocese/dtyme.html
- http://www.pgc-lb.org/fre/melkite_greek_catholic_church/Metropole-of-Tyre-Lebanon